# Liboš
Liboš (in tedesco Libusch) è un comune della Repubblica Ceca facente parte del distretto di Olomouc, nella regione di Olomouc.